# 1976 en boxe anglaise
| Années de la boxe anglaise : 1973 - 1974 - 1975 - 1976 - 1977 - 1978 - 1979    |
| Décennies de la boxe anglaise : 1940 - 1950 - 1960 - 1970 - 1980 - 1990 - 2000 |

Cet article présente les faits marquants de l’année 1976 en boxe anglaise.

## Évènements

### Jeux olympiques
- Boxe aux Jeux olympiques d'été de 1976